# Gobionellus
Gobionellus là một chi của họ cá Oxudercidae

## Các loài
Chi này hiện hành có các loài sau đây được ghi nhận:
- Gobionellus daguae (C. H. Eigenmann, 1918) (Choco goby)
- Gobionellus liolepis (Meek & Hildebrand, 1928)
- Gobionellus microdon (C. H. Gilbert, 1892) (Estuary goby)
- Gobionellus munizi Vergara R., 1978
- Gobionellus occidentalis (Boulenger, 1909)
- Gobionellus oceanicus (Pallas, 1770) (Highfin goby)
- Gobionellus stomatus Starks, 1913